# Phidippus lynceus
Espèce
Phidippus lynceus est une espèce d'araignées aranéomorphes de la famille des Salticidae.

## Distribution
Cette espèce est endémique des États-Unis. Elle se rencontre en Oregon et au Nevada,.

## Description
Le mâle holotype mesure 6,26 mm et la femelle paratype 9,19 mm.

## Publication originale
- Edwards, 2004 : Revision of the jumping spiders of the genus Phidippus (Araneae: Salticidae). Occasional Papers of the Florida State Collection of Arthropods, vol. 11, p. 1-156.